# La rebelión de los pupilos
La rebelión de los pupilos (título original The Uplift War) es una novela de ciencia ficción de 1987 del escritor norteamericano David Brin. Forma junto a Navegante solar y Marea estelar, que la preceden, la primera trilogía de la elevación de los pupilos. Fue nominada a la mejor novela de 1987 en los premios Nébula y ganó en 1988 los premios Hugo y Locus a la mejor novela.

## Argumento
Hace 50,000 años, el planeta Garth fue ocupado en arrendamientos por los Bururalli quienes casi destruyen su ecosistema mediante la caza hasta la extinción de la mayor parte de las especies indígenas. La civilización galáctica, muy sensible con la ecología, mató a todos los Bururalli, degrado a su especie tutora a pupilos de los Nahalli, pupilos de los Thennanin, y comenzó a trabajar para preservar y reparar el ecosistema de Garth. Varias décadas antes del inicio de la novela, el Clan terrestre adquirió el arrendamiento de Garth para, con su amplia experiencia, recuperar la biosfera del planeta. Los Z'Tang terminaron un estudio ecológico, antes de que el planeta pasase a manos humanas.
La novela comienza con los pájaros Gubru planeando la invasión de Garth, mientras que en Garth el clan terrestre se prepara para defender su reclamación del planeta, y los embajadores de otras razas alienígenas preparan su partida. Los Gubru, una especie conservadora y con poco sentido del humor, pretenden ocupar Garth para aprender más acerca del descubrimiento de la tripulación de neo-delfines del  Streaker,  realizado en  Marea estelar acerca de los  Progenitores.
Los Gubru invaden y sobrepasan las débiles fuerzas de paz de Garth, una batalla de la que es testigo el soldado neo-chimp del Clan Terrestre, Fiben Bolger. Al no encontrar problemas en destruir la resistencia de Garth en su espacio cercano, Gubru  envían una pequeña parte de sus fuerzas terrestres para realizar un combate ritual contra las fuerzas del Clan terrestre. Debido a que tienen grandes pérdidas, el Clan terrestre defiende de forma efectiva su reclamación legal sobre el planeta según la puntillosa ley Galáctica. Sin embargo, los Gubru toman inmediatamente como rehenes a la mayoría de la población humana usando un subterfugio planeado previamente, el uso de un gas venenoso. Los Gubru, se rigen por las normas sociales galácticas, por las que piensan que la población neo-chimpancé del planeta estará sometida sino cuenta con el apoyo de sus tutores humanos. Algunos humanos y neo-chimpancés mueren a causa del gas mientras se encuentran en ruta a las bases Gubru para recibir el antídoto; los supervivientes humanos son recluidos en las islas y aislados de la población chimpancé del continente.
Tomando ventaja del resentimiento del estrato social más bajo de la sociedad neo-chimpancé , quienes sufren serias limitaciones a su reproducción, los aliens atraen a su servicio a algunos neo-chimps en Puerto Helenia, la capital política de Garth. Un grupo grande de rebeldes, liderados por Robert Oneagle, hijo de la gobernadora Megan Oneagle, y Athaclena, la hija adolescente del embajador  Tymbrimi Uthacalthing, inician acciones de  guerrilla. 
La combinación de su “lobezna” ingenuidad y la diplomacia galáctica les permiten infligir daños relevantes, tanto psicológicos como físicos, a los Gubru. Fiben Bolger, en la ciudad en misión de exploración para la Resistencia, va en busca de un conspirador neo-chimp conocido como empuñadura de hierro.
En otra parte del planeta, el padre de Athaclena', Uthacalthing, el embajador Tymbrimi, y el embajador Thennanin, Kault, son derribados mientras escapan de la invasión Gubru. Los dos embajadores aterrizan sanos y salvos, pero tienes que recorrer muchos kilómetros para volver a la civilización. Los Tymbrimi,  son aliados de la Tierra y son bien conocidos por su extremo sentido del humor que motiva gran parte de su comportamiento. En contraste, los Thennanin,  son conocidos por ser austeros, altaneros y psicológicamente sobreprotectores de los derechos de los animales y. Esperando sorprender a Kault con una elaborada y última broma, Uthacalthing instruye secretamente a un furtivo neo-chimp para crear falsas evidencias de la existencia de los Garthlings —una mítica raza pre-sintiente que habría sobrevivido al holocausto Bururalli. Uthacalthing también planta evidencias de los Garthlings en su reserva diplomática — la cual, tras ser allanada por Fiben Bolger, es saqueada por los Gubru
Los tres co-comandantes  Gubrus (suzeranos) reaccionan de forma exagerada antes estos eventos. Cuando el Suzerano de Costes y Precaución es asesinado de forma fortuita por una operación de la resistencia neo-, los otros dos suzeranos explotan la situación y persiguen sus propios objetivos. El Suzerano de la Idoneidad cree en el mito de los Garthlings y construye un enorme y costosa “Derivación Hiperespacial” en Garth. Si los Garthlings son encontrados, los comandantes Gubru podrán usar la “Derivación Hiperespacial” para adoptarlos como pupilos y conseguir de ellos 100,000 años de servidumbre a cambio de elevarlos a la. Coincidentemente, los Gubru y otros encuentran indicios de una elevación secreta en las montañas, y comienzan a creer que el Clan terrestre tiene un programa secreto para elevar a los Garthlings.
Los comandantes Suzeranos Gubru  son incapaces de resolver sus luchas internas por el poder y comienzan a luchar uno contra el otro. Fiben Bolger empieza a temer que la bien conocida ingenuidad del Clan pueda poner en peligro a toda la población neo-chimpancé tanto en Garth como en la Tierra. Algunos de los principales personajes neo-chimpancés son finalmente forzados a elegir entre seguir los representantes legales de los supervivientes del Gobierno Planetario, o seguir a sus líderes originales, Robert Oneagle y la Tymbrimi, Athaclena. Muchos de los personajes principales se enamoran y deben sopesar sus sentimientos personales en contra de sus deberes patrios y mayores responsabilidades. Entonces hay una confrontación entre Fiben Bolger y Mano de Hierro, con el destino de todos los neo-chimpancés pendiente de un hilo. Al final la broma de Uthacalthing tiene más éxito del que habría podido soñar. Los Gubru son expulsados de Garth, y el libro llega a su fin, consiguiendo las maniobras de Uthacalthing traer el necesario apoyo que necesitan en los frentes de batalla el Clan terrestre y sus aliados.

## Personajes
Humanos
Robert Oneagle – Hijo playboy de la Gobernadora Planetaria, que inicia una relación entre especies con la adolescente Tymbrimi Athaclena, además de ser uno de los dos seres humanos libres vivos no capturado en la superficie de Garth.
Megan Oneagle – Gobernadora Planetario de Garth, quien se encuentra impotente en un reducto submarino después de la invasión Gubru, con todos los planes de resistencia organizados por le gobierno humano,  frustrados por el ataque con gas de los Gubru.
Neo-Chimpancés
Fiben Bolger -
Sylvie - 
Galácticos (amistosos)
Athaclena -
Uthacalthing - 
Kault - 
Galácticos (Enemigos)

## Traducciones
- Ruso: "Война за возвышение" ("The War for Uplift"), 1995, 1998, 2002.
- Alemán: "Entwicklungskrieg", 1990
- Polaco: "Wojna wspomaganych" ("The war of Uplifted"), 1994
- Español: "La rebelión de los pupilos" ("The rebellion of the pupils"), 1988
- Italiano: "I Signori di Garth" ("Lords of Garth"), 1988
- Francés: "Élévation" ("Uplift")
- Lituano: "Išaukštinimo karas" 1996
- Hebreo "מלחמת הרימום" (The Uplift War) Published 1999

| Predecesor                                | Premios de La rebelión de los pupilos                    | Sucesor                                                   |
| ----------------------------------------- | -------------------------------------------------------- | --------------------------------------------------------- |
| La voz de los muertos de Orson Scott Card | Premio Hugo a la mejor novela (1988)                     | Cyteen de C. J. Cherryh                                   |
| La voz de los muertos de Orson Scott Card | Premio Locus a la mejor novela de ciencia ficción (1988) | Cyteen de C. J. Cherryh Hyperion de Dan Simmons (ex æquo) |
| Collision Course de Barrington J. Bayley  | Premio Seiun a la mejor novela extranjera (1991)         | Las crónicas de McAndrew de Charles Sheffield             |

- Datos: Q2502176